# Eleição para o Senado federal pelo Wyoming em 2012
A eleição para o senado do estado americano do Wyoming foi realizada em 6 de novembro de 2012 em simultâneo com as eleições para a câmara dos representantes, para o senado, para alguns governos estaduais e para o presidente da república. O senador republicano John Barrasso concorreu a reeleição para um primeiro mandato completo, sendo reeleito com 75,9% dos votos.
As eleições primárias foram realizadas em 21 de agosto de 2012.

## Antecedentes
O senador estadual John Barrasso foi nomeado para o Senado dos Estados Unidos em 22 de junho de 2007, pelo então governador Dave Freudenthal após a morte do senador Craig Thomas em 4 de junho 2007.
John Barrasso derrotou Nick Carter na eleição especial de 2008 com 73,4% dos votos. Barrasso permanece muito popular no estado, com 69% de aprovação entre os eleitores.

## Primária republicana

### Candidatos
- John Barrasso, atual senador[4]
- Thomas Bleming[5][6]
- Emmett Mavy, consultor de gestão[7]

### Resultados
|  | Republicano | John Barrasso  | 73.516 | 89,93% |
|  | Republicano | Thomas Bleming | 5.080  | 6,21%  |
|  | Republicano | Emmett Mavy    | 2.873  | 3,51%  |
|  | Republicano | Brancos        | 279    | 0,34%  |

## Primária democrata

### Candidatos
- William Bryk, advogado do Brooklyn; mais recentemente concorreu nas primárias democratas para o 8º distrito da Indiana no Congreso em 2012 e para o senado pelo Idaho em 2010[7]
- Tim Chesnut, membro do Conselho de Comissários do Condado de Albany[7][9]
- Al Hamburg, pintor aposentado e candidato perene[10]

### Resultados
|  | Democrata | Tim Chesnut  | 9.173 | 53,73% |
|  | Democrata | Al Hamburg   | 4.630 | 27,12% |
|  | Democrata | William Bryk | 3.047 | 17,84% |
|  | Democrata | Brancos      | 222   | 1,30%  |

## Eleição geral

### Candidatos
- John Barrasso (Republicano), atual senador
- Tim Chesnut (Democrata), membro do Conselho de Comissários do Condado de Albany
- Joel Otto (Wyoming Country), rancheiro[11]

### Resultados
|  | Republicano     | John Barrasso | 184.531 | 75,9% |
|  | Democrata       | Tim Chesnut   | 52.596  | 21,6% |
|  | Wyoming Country | Joel Otto     | 6.138   | 2,6%  |